# Хамраев, Улугбек Нариманович
Улугбе́к Нарима́нович Хамра́ев (род. 17 марта 1970, Ташкент) — узбекистанский и российский кинооператор.

## Биография
Улугбек Хамраев — потомственный кинематографист, он является внуком Народного артиста СССР Раззака Хамраева. В 1980-х годах Улугбек снимался в детских фильмах на киностудии «Узбекфильм».
После школы он поступил на кинооператорский факультет ВГИКа. Работал кинооператором на киностудии Узбекфильм. Снимал рекламу, музыкальные ролики и несколько художественных фильмов, в том числе фильм «Оратор» режиссёра Юсупа Разыкова, показанный на 70 кинофестивалях и получивший множество наград. В конце 90х проходил стажировку в Голливуде. В России  свои первые работы начинал  с режиссёром  Тимуром Бекмамбетовым . В 2000 году снял полнометражный фильм «Гладиатрикс» Бекмамбетова. Это был американский проект, спродюсированный Роджером Корманом в России.
В начале 2000х переехал из Лондона  в Москву. Снимает рекламные и музыкальные ролики, художественные фильмы и сериалы.
В марте 2015 года был награждён призом Ассоциации продюсеров кино и телевидения в области телевизионного кино в категории «Лучшая операторская работа» за сериал «Мажор».
В 2017 году Улугбек Хамраев был номинирован Ассоциацией продюсеров кино и телевидения за два проекта: «Мажор-2» и «Клим», получив приз АПКиТ за лучшую операторскую работу года за телесериал «Клим».
В 2018 году получил приз за лучшую операторскую работу за сериал "Троцкий" Ассоциации продюсеров кино и телевидения и так же на фестивале «Утро Родины».
В 2022 году номинирован на приз за лучшую операторскую работу Ассоциацией продюсеров кино и телевидения за сериал «Вампиры средней полосы».
В 2023 году награждён медалью «За преданность искусству и культуре» Министерством Культуры Республики Узбекистан.

### Награды и номинации
- 2015 «Лучшая операторская работа» за сериал «Мажор» Приз АПКиТ
- 2017 «Лучшая операторская работа» за сериал «Клим» Приз АПКиТ
- 2018 «Лучшая операторская работа» за сериал «Троцкий»  Приз АПКиТ
- 2018 "Лучшая операторская работа" за сериал «Троцкий» фестиваль «Утро Родины»
- 2022 «Лучшая операторская работа» За сериал «Вампиры средней полосы»

## Фильмография
- 1993 — По лезвию риска
- 1994 — Песнь любви
- 1995 — Всё вокруг засыпано снегом
- 1998 — Единственная память
- 1999 — Оратор
- 2001 — Гладиатрикс
- 2004 — Человек-амфибия. Морской дьявол
- 2006 — Оранжевое небо
- 2007 — Самый лучший фильм
- 2009 — Запрещённая реальность
- 2010 — Стерва для чемпиона
- 2011 — Самый лучший фильм 3-ДЭ
- 2013 — Пока ещё жива
- 2014 — Залётчики
- 2014 — Физрук
- 2014 — Мажор (Приз АПКиТ за Лучшую операторскую работу)
- 2015 — Клим (Приз АПКиТ за Лучшую операторскую работу)
- 2015 — Маргарита Назарова
- 2015 — Завтрак у папы
- 2016 — Сдается дом со всеми неудобствами
- 2016 — Мажор (2-й сезон)
- 2017 — Троцкий (Приз АПКиТ за Лучшую операторскую работу)
- 2018 — Мост
- 2018 — Мажор (3 сезон)
- 2019 — Полярный
- 2020 — Отель Белград
- 2021 — Мажор (полнометражный фильм)
- 2021 — Вампиры средней полосы
- 2022 — И снова здравствуйте!
- 2022 — И Снова здравствуйте-2!
- Актёр
- 1982 — Чужая пятёрка — Тейлок
- 1983 — Переворот по инструкции 107
- 1983 — Новые приключения Акмаля — Камил
- 1984 — Дневник, письмо и первоклассница — Мирвали